# 香港保護兒童會

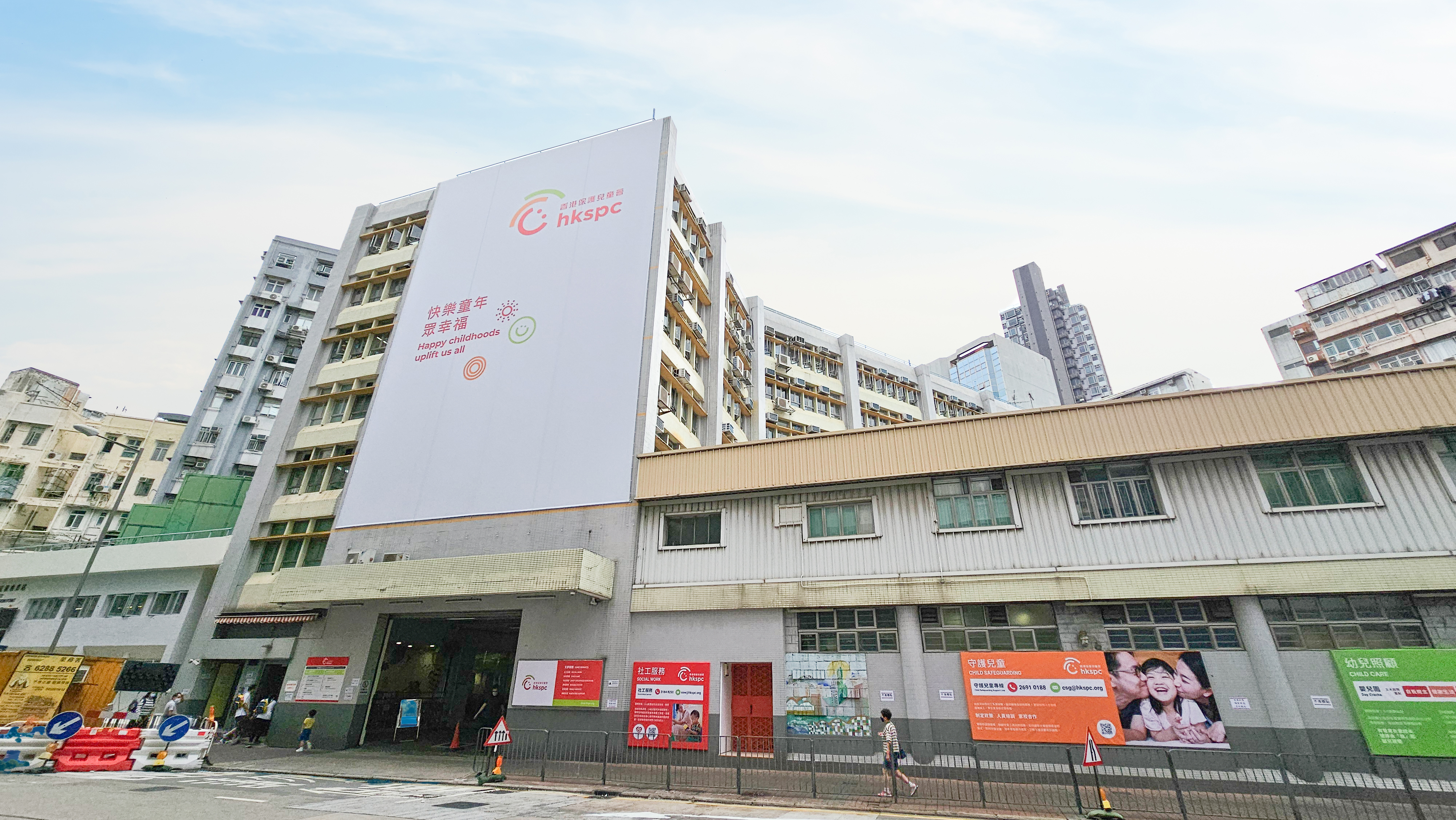
香港保護兒童會總會，前方道路為汝州街。

香港保護兒童會（英語：Hong Kong Society for the Protection of Children，縮寫HKSPC）於1926年成立，是香港最具歷史的非牟利慈善機構之一。現有27個服務單位，包括童樂居、5間嬰兒園、16間幼兒學校、2間兒童及家庭服務中心及3間兒童啟迪中心，為初生至16歲兒童及其家庭提供服務，尤其著重為雙職父母、單親家庭、基層家庭、新來港人士及少數族裔家庭提供適切援助。

## 簡介
⾃1926年創立以來，香港保護兒童會（HKSPC）⼀直致⼒促進幼兒福祉。我們相信整個社會的幸福，源於孩⼦們擁有快樂的童年。
為促進幼兒福祉，我們為不同家庭提供廣泛且值得信賴的服務，包括幼兒照顧、幼兒教育、家庭服務、社⼯服務、家庭服務、康復服務和親職⽀援。
香港保護兒童會由⼀群擁護幼兒幸福的專業團隊組成，我們每日都以熱誠與愛⼼，為超過3,000名兒童提供各種照顧服務與⽀援。我們的服務與活動針對幼兒的全⾯發展，包括促進兒童的⾝體、情緒、認知和社交發展，旨在讓孩⼦們在快樂成長的同時能夠充分發展潛能，更好地⾯對未來的世界。
我們相信，此刻創造快樂童年，⼤眾收穫幸福明天。

## 使命
為兒童和家庭提供全面照顧和支援，促進幼兒福祉和發展。

## 歷史
上世紀初期，當時香港尚未有救濟組織為貧困兒童及家庭解困，於是在1926年，香港保護兒童會便開始協助兒童及其家庭，而服務香港政府的高級官員律政司署的夏澤理律師便是其中的一位創辦人。該會創辦健康中心，母親攜帶嬰兒到健康中心磅重、餵食及洗澡，並領取免費奶粉及橙汁和學習一般的保健常識。 
由於服務需求遞增，香港保護兒童會遂於1929年正式註冊成立，並由周壽臣爵士擔任主席一職。而籌款委員則成立於1934年。其後，該會在第二次世界大戰日本佔領香港期間曾一度停止服務，直至1946年再次重組。在50年代新嬰幼兒中心成立，而受訓職員為在職母親提供日託嬰幼兒服務的觀念日漸普遍。 
2022年，香港保護兒童會轄下「童樂居」被揭發涉虐兒事件，香港保護兒童會執行委員會主席夏穆於2月26日就童樂居事件鞠躬道歉，執行委員會已接納總幹事蔡蘇淑賢及童樂居院長崔惠英辭職。而因虐兒事件緣故，此會亦被迫放棄將屬下「胡好幼兒學校」遷往粉嶺皇后山邨。
截止2024年8日，累計34 名職員因虐兒事件被起訴、定罪或等候判刑。有立法會議員建議利用人工智能加強監察員工。

## 服務
現時，該會轄下共有27個服務單位分佈港九新界，為初生至16歲兒童提供服務，更是全港第二大全日制的幼兒服務機構，每天受惠兒童及其家人約3,000人。

### 兒童院舍服務
「童樂居」是一所全港最大的嬰幼兒院舍，由註冊幼兒工作員、護士及社工等專業人士，為104位0-3歲的嬰幼兒提供24小時住宿照顧服務。個案來自未能提供適當照顧之家庭，父/母多為濫藥者、懷疑虐兒者或有情緒困擾，由個案社工提出申請及經由社會福利署轉介。按法例規定，當幼兒滿3歲便須離開「童樂居」，由其他慈善機構或其家人照顧。童樂居由2004年6月起亦提供「緊急住院服務」。

### 日託嬰兒園
為在職父母及有需要的家庭提供「照顧與培育」並重的全日制育嬰服務——提供安全及富啟發性的學習環境及為嬰幼兒安排良好的生活作息，並培育嬰幼兒在體能、認知、語言、社交、自理及情緒等的全面發展。

#### 5間日託嬰兒園資訊
| 日託嬰兒園名稱                              | 地址                                |
| ------------------------------------------- | ----------------------------------- |
| 譚杜佩珍日託嬰兒園 （页面存档备份，存于）   | 香港西營盤第三街204號毓明閣地下低層 |
| 新航筲箕灣日託嬰兒園 （页面存档备份，存于） | 香港筲箕灣道458號                   |
| 祈廉士日託嬰兒園                            | 九龍紅磡家維邨家禮樓地下            |
| 香港空運業界嬰兒園 （页面存档备份，存于）   | 九龍旺角砵蘭街387號1樓              |
| 利黃瑤璧日託嬰兒園                          | 新界粉嶺華明邨康明樓地下            |

### 幼兒學校
致力為6歲以下幼兒提供快樂、關愛、安全及多元化的成長環境，建立幼兒終身學習基礎，啟發幼兒的潛能和促進全人發展；積極與家長和照顧者結成協作夥伴，共同為幼兒締造優質的成長環境。
按幼兒的適齡發展需要，提供照顧及學習的經驗，促進幼兒全面發展。 透過主題圖書教學、專題研習及多元化的活動，培養幼兒在德、智、體、群、美 五育方面的發展。

#### 16間幼兒學校資訊
| 學校名稱                                        | 地址                                               |
| ----------------------------------------------- | -------------------------------------------------- |
| 譚雅士幼兒學校 （页面存档备份，存于）           | 香港西營盤醫院道佐治五世紀念公園                   |
| 新航黃埔幼兒學校 （页面存档备份，存于）         | 九龍紅磡黃埔花園翠楊苑1樓                          |
| 百佳員工慈善基金幼兒學校                        | 九龍旺角砵蘭街387號6樓                             |
| 砵蘭街幼兒學校 （页面存档备份，存于）           | 九龍旺角砵蘭街387號4樓                             |
| 匯豐銀行慈善基金幼兒學校 （页面存档备份，存于） | 九龍油麻地眾坊街60號梁顯利油麻地社區中心6樓        |
| 長沙灣幼兒學校                                  | 九龍長沙灣發祥街55號長沙灣社區中心5樓              |
| 中銀幼兒學校 （页面存档备份，存于）             | 九龍大角咀海輝道11號奧海城1期政府服務中心地下      |
| 馬頭涌幼兒學校 （页面存档备份，存于）           | 九龍九龍城馬頭涌道107號2至3樓                      |
| 譚雅士伉儷幼兒學校 （页面存档备份，存于）       | 九龍觀塘茶果嶺道81號茜草灣鄰里社區中心3樓          |
| 維景灣幼兒學校 （页面存档备份，存于）           | 新界將軍澳澳景路88號維景灣畔第3期LG2               |
| 蝴蝶村幼兒學校 （页面存档备份，存于）           | 新界屯門蝴蝶邨蝶舞樓地下124至130號                 |
| 賽馬會學心幼兒學校 （页面存档备份，存于）       | 新界沙田隆亨邨學心樓地下101至108號                 |
| 林護幼兒學校 （页面存档备份，存于）             | 新界大埔富亨邨富亨鄰里社區中心3樓                  |
| 聖誕老人愛心粉嶺幼兒學校                        | 新界粉嶺華心邨華冠樓B翼及C翼地下                   |
| 施吳淑敏幼兒學校 （页面存档备份，存于）         | 新界將軍澳廣明苑廣新閣B翼及C翼地下                 |
| 深井幼兒學校                                    | 新界深井青山公路33號深井灣畔碧堤半島碧堤坊5樓501室 |

*維景灣幼兒學校另提供日託嬰兒服務

### 兒童及家庭服務（九龍城）
本中心於2003年成立，旨在識別地區家庭之需要，提供促進兒童健康成長、鞏固家庭功能的服務，致力推動家庭和諧及種族共融，並建立社區網絡，藉以提高區內家庭的生活質素。
服務對象：16歲或以下本地及少數族裔兒童/青少年及其直系親屬
服務範疇：
1. 兒童全人發展服務
2. 課餘託管服務
3. 偶到服務
4. 親職教育
5. 少數族裔家庭支援服務
6. 優質親子遊戲間

### 兒童及家庭服務中心（深旺區）
本中心於2008年9月起在旺角及深水埗區提供試行服務，並於2011年12月10日正式成立，為初生至12歲兒童及其家庭提供以兒童為本的親職教育和支援服務。
服務對象：12歲或以下本地兒童及其直系親屬
服務範疇：
1. 兒童全人發展服務
2. 課餘託管服務
3. 偶到服務
4. 親職教育
5. 嬰幼兒服務
6. TOY+家庭支援計劃

### 兒童啟迪中心
香港保護兒童會的「教育心理及發展支援服務」成立於2009年， 為承接需求大增的兒童多元學習需要。我們不斷擴展服務，並於 2013年12月轉型為「兒童啟迪中心」，為有懷疑或被評估為有特 殊學習需要之兒童、其家庭及學校提供一站式的專業支援服務。 我們深信兒童的潛能無限，只要得到適切的跟進，每個孩子都能 各展所長，開心快樂地成長。
服務對象：0至8歲懷疑或被評估為有特殊學習需要之兒童；其家長及照顧者、老師、社工、幼兒工作員、從事兒童服務之專業人士
專業團隊：註冊教育心理學家、幼兒發展及培訓導師、職業治療師、註冊社工、言語治療師、物理治療師
服務內容：諮詢、專業評估及訓練、個別訓練、小組活動、輔導、專題講座/工作坊、到校服務

#### 3間兒童啟迪中心資訊
| 名稱                              | 地址                                        |
| --------------------------------- | ------------------------------------------- |
| 兒童啟迪中心 (旺角)               | 九龍旺角砵蘭街387號低座地下                 |
| 魔法學堂成長學習支援計劃          | 九龍長沙灣道833號長沙灣廣場一期6樓602B室    |
| 魔法學堂成長學習支援計劃 (第二隊) | 九龍九龍灣宏開道8號其士商業中心7樓713-714室 |

## 外部連結
- 香港保護兒童會官方網址 （页面存档备份，存于）